# 克拉旺戰役
克拉旺戰役（英語：Battle of Cravant）是英法百年戰爭期間的一場戰役，發生在1423年7月31日。英格蘭─勃艮第聯軍和法軍在勃艮地的村莊克拉旺發生衝突，地點在約訥河岸邊的橋樑與淺灘上。戰鬥最後由英格蘭與勃艮第聯軍獲勝。

## 背景
1420年特魯瓦條約後，英王合法佔有法蘭西王國內羅亞爾河以北的所有領土。1422年，英王亨利五世驟逝與嬰兒亨利六世的繼位導致英法兩國再爆衝突。
1423年夏初，法蘭西王太子查理在布爾日集結軍隊，意圖進攻勃艮第公國領土。法軍中包含大量的蘇格蘭軍隊，由布肯伯爵約翰·斯圖亞特指揮，並統領包含西班牙、倫巴底傭兵的混成軍。這支軍隊圍攻克拉旺，守軍向勃艮第公爵夫人請求支援，她徵集軍隊協助防禦，並盼望英格蘭─勃艮地聯軍趕來。兩支軍隊在7月29日於歐塞爾集結。

## 聯軍準備
聯軍的指揮官在7月29日於歐塞爾大教堂召開戰爭會議，他們草擬一個複合戰術與各種專業的戰鬥計畫。聯軍希望下馬作戰，將馬匹帶到後方，弓箭手準備木樁來防禦騎兵衝鋒。該晚士兵被命令為勝利祈禱，隔日早上10點聯軍開始進軍。

## 軍力

### 聯軍
英格蘭─勃艮第聯軍由索爾斯伯里伯爵托馬斯·蒙塔居率領，由威洛比男爵擔任副指揮。聯軍共集結4000人，包含1500名披甲戰士（500英軍、1000勃艮第軍），2000名英格蘭弓箭手，一些勃艮第弩手與先鋒隊，40門輕火炮（Veuglaire）由歐塞爾市民操作。

### 法軍
法軍由約翰·斯圖亞特指揮，由旺多姆伯爵路易擔任副指揮。該軍團約有4000名蘇格蘭軍，一支大規模的法軍與部分阿拉貢與倫巴底傭兵共同組成。王太子派的軍隊數量至少有聯軍二到三倍大。

## 戰鬥
7月30日，聯軍進行了整日的行軍，在傍晚於克拉旺外6（4英里）處目擊敵軍。隔日，聯軍判斷敵軍的位置對他們不利，決定跨過約訥河走另一條路進入克拉旺。在過河時，聯軍看到法軍轉移位置並在河對岸觀察他們。
接下來的三小時，兩軍互相對峙，沒有對過河行動進行攔截。終於，蘇格蘭弓箭手開始射擊聯軍，聯軍的火炮與弓箭手、弩手也開始反擊。聯軍看到法軍產生傷亡並開始失去秩序，索爾斯伯里伯爵帶領軍隊過河。河水高度及腰，寬度有50公尺，伯爵在弓箭手的箭雨掩護下過河。同一時間，威洛比男爵率領另一支軍隊跨過窄橋攻擊蘇格蘭軍，從中分斷法軍。法軍開始撤退，但蘇格蘭軍拒絕逃亡，堅持戰鬥。約有1200到3000人於橋頭和河岸邊戰死，超過2000人被俘，包含布肯伯爵、達恩利（在戰鬥中失去一隻眼）與旺多姆伯爵。王太子的軍隊撤回羅亞爾河。8月2日，英格蘭─勃艮第聯軍分別撤出克拉旺，勃艮第軍向第戎進軍，英格蘭則往蒙泰吉永。

## 後續
克拉旺戰役是英格蘭─勃艮第聯軍第一次的共同作戰。但此後兩軍很少共同行動，通常都是分別進行作戰。王太子查理在隔年於韋納伊戰役遭到更慘重的失敗。